# Szumsk (okręg mariampolski)
Szumsk (lit. Šunskai) – miasteczko na Litwie w okręgu mariampolskim w rejonie mariampolskim, położone ok. 12 km na północ od Mariampola, siedziba starostwa Szumsk.
Za Królestwa Polskiego istniała wiejska gmina Szumsk.
Znajduje się tu zakład leczenia dla psychicznie chorych (od 1953). Od 2008 roku miejscowość posiada herb nadany dekretem prezydenta Republiki Litewskiej.